# Перевоз (Лузький район)
Перево́з (рос. Перевоз) — присілок у складі Лузького району Кіровської області, Росія. Входить до складу Папуловського сільського поселення.
Населення становить 4 особи (2010, 6 у 2002).
Національний склад станом на 2002 рік — росіяни 100 %.